# Bolanus
Bolanus (wahrscheinlich: „aus Bola stammend“) ist ein römischer Gentilname, welcher von einem mailändischen Zweig der gens Vettia auch als Cognomen verwendet wurde und wohl ab dem 1. Jahrhundert in Kleinasien Verbreitung fand. Möglicherweise wurde er ursprünglich in etruskischer Tradition als zweiter Nachname in mütterlicher Linie übernommen.

## Namensträger
- Marcus Vettius Bolanus (Konsul 66), römischer Suffektkonsul
- Marcus Vettius Bolanus (Konsul 111), römischer Konsul